# North Killingholme
North Killingholme – wieś w Anglii, w hrabstwie ceremonialnym Lincolnshire, w dystrykcie (unitary authority) North Lincolnshire. Leży 49 km na północ od Lincoln i 237 km na północ od Londynu.
W 2001 miejscowość liczyła 224 mieszkańców.